# Liste des monuments historiques de Wezembeek-Oppem
Cette page regroupe l'ensemble des monuments classés de la ville belge de Wezembeek-Oppem.

## Monuments
| Objet                                                            | Statut du classement?                     | Année de construction/architecte | Section communale | Adresse                         | Coordonnées                      | Numéro d'inventaire | Illustration                                  |
| ---------------------------------------------------------------- | ----------------------------------------- | -------------------------------- | ----------------- | ------------------------------- | -------------------------------- | ------------------- | --------------------------------------------- |
| (nl) Passionistenklooster en kerk van Sint-Michael en Sint-Jozef |                                           |                                  | Wezembeek-Oppem   | Mechelsesteenweg zn             | 50° 50′ 32″ nord, 4° 29′ 51″ est | 40853               | Téléverser                                    |
| (nl) Passionistenklooster en kerk van Sint-Michael en Sint-Jozef |                                           |                                  | Wezembeek-Oppem   | Mechelsesteenweg 82             |                                  | 40853               | Téléverser                                    |
| (nl) Heden Kasteel de Grunne                                     | OB001596 · OB001597                       |                                  | Wezembeek-Oppem   | Raymond Hernalsteenstraat 2     | 50° 50′ 33″ nord, 4° 29′ 21″ est | 40854               | Téléverser                                    |
| (nl) Heden Kasteel de Grunne                                     | OB001596 · OB001597                       |                                  | Wezembeek-Oppem   | Raymond Hernalsteenstraat 4     | 50° 50′ 33″ nord, 4° 29′ 21″ est | 40854               | Téléverser                                    |
| (nl) Hoeve en brouwerij "De Kam"                                 | OB000912                                  |                                  | Wezembeek-Oppem   | Beekstraat 172                  | 50° 50′ 39″ nord, 4° 29′ 26″ est | 40855               | (nl) Hoeve en brouwerij "De Kam"              |
| (nl) Het Hoeveke of Pachthof van Boer Jan                        |                                           |                                  | Wezembeek-Oppem   | Raymond Hernalsteenstraat 41    | 50° 50′ 32″ nord, 4° 29′ 21″ est | 40856               | Téléverser                                    |
| (nl) Langgestrekte hoeve                                         |                                           |                                  | Wezembeek-Oppem   | Jan Baptist Overloopstraat 12   | 50° 50′ 36″ nord, 4° 29′ 31″ est | 40857               | Téléverser                                    |
| (nl) Parochiekerk Sint-Pieter                                    | OB000911 · OB000913 · OB000915 · OB001135 |                                  | Wezembeek-Oppem   | Sint-Pietersplein               | 50° 51′ 12″ nord, 4° 28′ 55″ est | 40858               | Téléverser                                    |
| (nl) De Burburekasteel met bijgebouwen                           | OB000914 · OB000916 · OB001404            |                                  | Wezembeek-Oppem   | Sint-Pietersplein 1             |                                  | 40860               | Téléverser                                    |
| (nl) De Burburekasteel met bijgebouwen                           | OB000914 · OB000916 · OB001404            |                                  | Wezembeek-Oppem   | Sint-Pietersplein 2             | 50° 51′ 28″ nord, 4° 28′ 51″ est | 40860               | Téléverser                                    |
| (nl) De Burburekasteel met bijgebouwen                           | OB000914 · OB000916 · OB001404            |                                  | Wezembeek-Oppem   | Ooievaarslaan 2                 |                                  | 40860               | Téléverser                                    |
| (nl) De Burburekasteel met bijgebouwen                           | OB000914 · OB000916 · OB001404            |                                  | Wezembeek-Oppem   | Ooievaarslaan 4                 |                                  | 40860               | Téléverser                                    |
| (nl) De Burburekasteel met bijgebouwen                           | OB000914 · OB000916 · OB001404            |                                  | Wezembeek-Oppem   | Ooievaarslaan 6                 |                                  | 40860               | Téléverser                                    |
| (nl) Boerenhuis                                                  |                                           |                                  | Wezembeek-Oppem   | Jan Baptist De Keyzerstraat 144 | 50° 50′ 54″ nord, 4° 29′ 21″ est | 40862               | Téléverser                                    |
| (nl) Voormalige hoeve de Becker                                  |                                           |                                  | Wezembeek-Oppem   | Louis Marcelisstraat 1          | 50° 51′ 10″ nord, 4° 28′ 53″ est | 40864               | Téléverser                                    |
| (nl) Voormalige hoeve de Becker                                  |                                           |                                  | Wezembeek-Oppem   | de Burburelaan 2                |                                  | 40864               | Téléverser                                    |
| (nl) Dorpswoning                                                 | OB000915                                  |                                  | Wezembeek-Oppem   | Sint-Pietersplein 3             | 50° 51′ 14″ nord, 4° 28′ 53″ est | 40865               | Téléverser                                    |
| (nl) Dorpswoning                                                 | OB000915                                  |                                  | Wezembeek-Oppem   | Sint-Pietersplein 4             | 50° 51′ 14″ nord, 4° 28′ 53″ est | 40865               | Téléverser                                    |
| (nl) Hoeve Verbeert                                              | OB000915                                  |                                  | Wezembeek-Oppem   | Sint-Pietersplein 17            | 50° 51′ 12″ nord, 4° 28′ 58″ est | 40867               | Téléverser                                    |
| (nl) Hoeve Verbeert                                              | OB000915                                  |                                  | Wezembeek-Oppem   | Sint-Pietersplein 18            | 50° 51′ 12″ nord, 4° 28′ 58″ est | 40867               | (nl) Hoeve Verbeert                           |
| (nl) Twee woningen                                               | OB000915                                  |                                  | Wezembeek-Oppem   | Sint-Pietersplein 19            | 50° 51′ 12″ nord, 4° 28′ 58″ est | 40867               | (nl) Twee woningen                            |
| (nl) Pastorie van Wezembeek                                      | OB000915                                  |                                  | Wezembeek-Oppem   | Sint-Pietersplein 20            | 50° 51′ 13″ nord, 4° 28′ 58″ est | 40870               | Téléverser                                    |
| (nl) Heilig Hartcollege en Heilig Hartkerk                       |                                           |                                  | Wezembeek-Oppem   | Albertlaan 44                   |                                  | 212631              | Téléverser                                    |
| (nl) Villa Sucy                                                  |                                           |                                  | Wezembeek-Oppem   | de Burburelaan 138              |                                  | 212632              | Téléverser                                    |
| (nl) Buurtspoorwegenstation Wezembeek Stockel                    |                                           |                                  | Wezembeek-Oppem   | de Burburelaan 182              |                                  | 212633              | Téléverser                                    |
| (nl) Buurtspoorwegenstation Wezembeek Stockel                    |                                           |                                  | Wezembeek-Oppem   | de Burburelaan 184              |                                  | 212633              | Téléverser                                    |
| (nl) Kasteeltje uit het interbellum                              |                                           |                                  | Wezembeek-Oppem   | de Grunnelaan 92                |                                  | 212634              | Téléverser                                    |
| (nl) Cottagegetint landhuis                                      |                                           |                                  | Wezembeek-Oppem   | Elisabethlaan 30                |                                  | 212635              | Téléverser                                    |
| (nl) Cottagegetinte villa uit het interbellum                    |                                           |                                  | Wezembeek-Oppem   | Grensstraat 105                 |                                  | 212636              | (nl) Cottagegetinte villa uit het interbellum |
| (nl) Hoeve van Sever                                             |                                           |                                  | Wezembeek-Oppem   | Jan Baptist De Keyzerstraat 159 |                                  | 212637              | Téléverser                                    |
| (nl) Voormalige goederenloods station Tervuren                   |                                           |                                  | Wezembeek-Oppem   | Leuvensesteenweg 10A            |                                  | 212638              | Téléverser                                    |
| (nl) Oorlogsgedenkteken                                          |                                           |                                  | Wezembeek-Oppem   | Louis Marcelisstraat            |                                  | 212639              | Téléverser                                    |
| (nl) Gemeentehuis en school                                      |                                           |                                  | Wezembeek-Oppem   | Louis Marcelisstraat 134        |                                  | 212640              | Téléverser                                    |
| (nl) Gemeentehuis en school                                      |                                           |                                  | Wezembeek-Oppem   | Louis Marcelisstraat 136        |                                  | 212640              | Téléverser                                    |
| (nl) Woning met neotraditionele reminiscenties                   |                                           |                                  | Wezembeek-Oppem   | Maurice Cesarlaan 9             |                                  | 212641              | Téléverser                                    |
| (nl) Herenhuis uitgebreid tot zorginstelling                     |                                           |                                  | Wezembeek-Oppem   | Mechelsesteenweg 270            |                                  | 212642              | Téléverser                                    |
| (nl) Villa naar ontwerp van Guilissen-Hoa                        |                                           |                                  | Wezembeek-Oppem   | Mechelsesteenweg 282            |                                  | 212643              | Téléverser                                    |
| (nl) Villa van 1916                                              |                                           |                                  | Wezembeek-Oppem   | Mechelsesteenweg 311            |                                  | 212644              | Téléverser                                    |
| (nl) Onze-Lieve-Vrouwkapel                                       |                                           |                                  | Wezembeek-Oppem   | Mechelsesteenweg                |                                  | 212645              | Téléverser                                    |
| (nl) Woning Robert Schuiten                                      |                                           |                                  | Wezembeek-Oppem   | Oppemlaan 81                    |                                  | 212646              | Téléverser                                    |
| (nl) Woning Robert Schuiten                                      |                                           |                                  | Wezembeek-Oppem   | Oppemlaan 81A                   |                                  | 212646              | Téléverser                                    |
| (nl) Architectenwoning Paul Ramon                                |                                           |                                  | Wezembeek-Oppem   | Pachthofdreef 83                |                                  | 212647              | Téléverser                                    |
| (nl) Architectenwoning Paul Ramon                                |                                           |                                  | Wezembeek-Oppem   | Pachthofdreef 85                |                                  | 212647              | Téléverser                                    |
| (nl) Vroeg 20ste-eeuwse villa                                    |                                           |                                  | Wezembeek-Oppem   | Pierre Marchandstraat 31        |                                  | 212648              | Téléverser                                    |
| (nl) Parochiekerk Sint-Jozef                                     |                                           |                                  | Wezembeek-Oppem   | Residentiepark Schone Lucht 12  |                                  | 212649              | Téléverser                                    |
| (nl) Sint-Rochuskapel                                            |                                           |                                  | Wezembeek-Oppem   | Sint-Rochusoord                 |                                  | 212650              | Téléverser                                    |
| (nl) Pijlerkapel gewijd aan Onze-Lieve-Vrouw                     |                                           |                                  | Wezembeek-Oppem   | Oudergemseweg                   |                                  | 212651              | Téléverser                                    |
| (nl) Voormalig café                                              |                                           |                                  | Wezembeek-Oppem   | de Burburelaan 45               |                                  | 213793              | Téléverser                                    |
| (nl) Woonhuis van circa 1907                                     |                                           |                                  | Wezembeek-Oppem   | Hendrik Smetsstraat 2           |                                  | 213798              | Téléverser                                    |
| (nl) Onze-Lieve-Vrouwkapel                                       |                                           |                                  | Wezembeek-Oppem   | Jan Baptist De Keyzerstraat     |                                  | 213799              | Téléverser                                    |
| (nl) Laat 19de-eeuwse burgerwoning                               |                                           |                                  | Wezembeek-Oppem   | Louis Marcelisstraat 21         |                                  | 213800              | Téléverser                                    |
| (nl) Modernistische woning naar ontwerp van Raymond Caul         |                                           |                                  | Wezembeek-Oppem   | Ahornbomenlaan 3                |                                  | 213801              | Téléverser                                    |
| (nl) Landhuis Villa de mon desir                                 |                                           |                                  | Wezembeek-Oppem   | Jan Baptist Overloopstraat 24   |                                  | 213802              | Téléverser                                    |
| (nl) Landhuis Villa de mon desir                                 |                                           |                                  | Wezembeek-Oppem   | Jan Baptist Overloopstraat 26   |                                  | 213802              | Téléverser                                    |
| (nl) Meisjesschool en klooster                                   |                                           |                                  | Wezembeek-Oppem   | Louis Marcelisstraat 53         |                                  | 213803              | Téléverser                                    |
| (nl) Modernistische woning                                       |                                           |                                  | Wezembeek-Oppem   | Rode Beukenlaan 98              |                                  | 213805              | Téléverser                                    |
| (nl) Burgerhuis uit de 19de eeuw                                 | OB000915                                  |                                  | Wezembeek-Oppem   | Sint-Pietersplein 10            |                                  | 213806              | Téléverser                                    |
| (nl) Hof te Wezembeek                                            | OB000915                                  |                                  | Wezembeek-Oppem   | Sint-Pietersplein 11            |                                  | 213807              | Téléverser                                    |
| (nl) Hof te Wezembeek                                            | OB000915                                  |                                  | Wezembeek-Oppem   | Sint-Pietersplein 12            |                                  | 213807              | Téléverser                                    |
| (nl) Woningen Electrobel                                         |                                           |                                  | Wezembeek-Oppem   | Kollebloemenlaan 5              |                                  | 213831              | Téléverser                                    |
| (nl) Woningen Electrobel                                         |                                           |                                  | Wezembeek-Oppem   | Kollebloemenlaan 7              |                                  | 213831              | Téléverser                                    |
| (nl) Woningen Electrobel                                         |                                           |                                  | Wezembeek-Oppem   | Kollebloemenlaan 13             |                                  | 213831              | Téléverser                                    |
| (nl) Woningen Electrobel                                         |                                           |                                  | Wezembeek-Oppem   | Kollebloemenlaan 15             |                                  | 213831              | Téléverser                                    |
| (nl) Woningen Electrobel                                         |                                           |                                  | Wezembeek-Oppem   | Kollebloemenlaan 25             |                                  | 213831              | Téléverser                                    |
| (nl) Woning met modernistische inslag                            |                                           |                                  | Wezembeek-Oppem   | Oppemlaan 94                    |                                  | 213863              | Téléverser                                    |
| (nl) Villa in cottagestijl                                       |                                           |                                  | Wezembeek-Oppem   | Pleinlaan 87                    |                                  | 213948              | Téléverser                                    |

## Ensembles architecturaux
| Objet                         | Statut du classement? | Année de construction/architecte | Section communale | Adresse | Coordonnées | Numéro d'inventaire | Illustration |
| ----------------------------- | --------------------- | -------------------------------- | ----------------- | --- | ----------- | ------------------- | ------------ |
| (nl) Sociale woonwijk Ban Eik |                       |                                  | Wezembeek-Oppem   | Ban Eiklaan 6-22 en 7-21 Bloemenveld 1-15 en 2-14 Boekweitveld 1-35 en 2-36 Dolle Kervellaan 1-19 en 2-18 Doornenlaan 1-3 en 2-4 Honingklaverstraat 1-3 en 2-4 Leeuwerikenveld 1-27 en 2-26 Nigellestraat 1-15 en 2-14 Ruwkruidlaan 1-9 en 2-10 Speltveld 1-21 en 2-20 Sterrenveld 8-28 en 9-27 Vlindersveld 1-23 en 2-22 Zonneveld 1-17 en 2-16 Zwaluwenveld 1-23 en 2-24 |             | 26827               | Téléverser   |